# Kiri Allan
Pour les articles homonymes, voir Allan.
Kiritapu Lyndsay Allan, dite Kiri Allan, née en 1984, est une femme politique néo-zélandaise.
Députée de 2017 à 2023, elle devient en 2020 ministre de la Conservation puis ministre de la Justice dans le gouvernement de Jacinda Adern.

## Biographie

### Origines et études
Née à Te Karaka, elle est issue des tribus Ngāti Ranginui (en) et Ngāti Tūwharetoa (en). Elle grandit à Paengaroa. Elle est membre d'une fratrie de dix enfants.
Elle abandonne le lycée à 16 ans puis travaille dans une franchise KFC à West Auckland (elle adhère alors à un syndicat) et comme vendeuse de cerises.
Elle étudie le droit et la politique à l'université Victoria de Wellington. Durant son cursus universitaire, elle effectue un stage avec la Première ministre de l'époque, Helen Clark.

### Carrière professionnelle
Elle travaille au sein du cabinet d'avocats ChenPalmer. Plus tard, elle devient avocate commerciale et consultante en affaires à Whakatane.

### Carrière politique

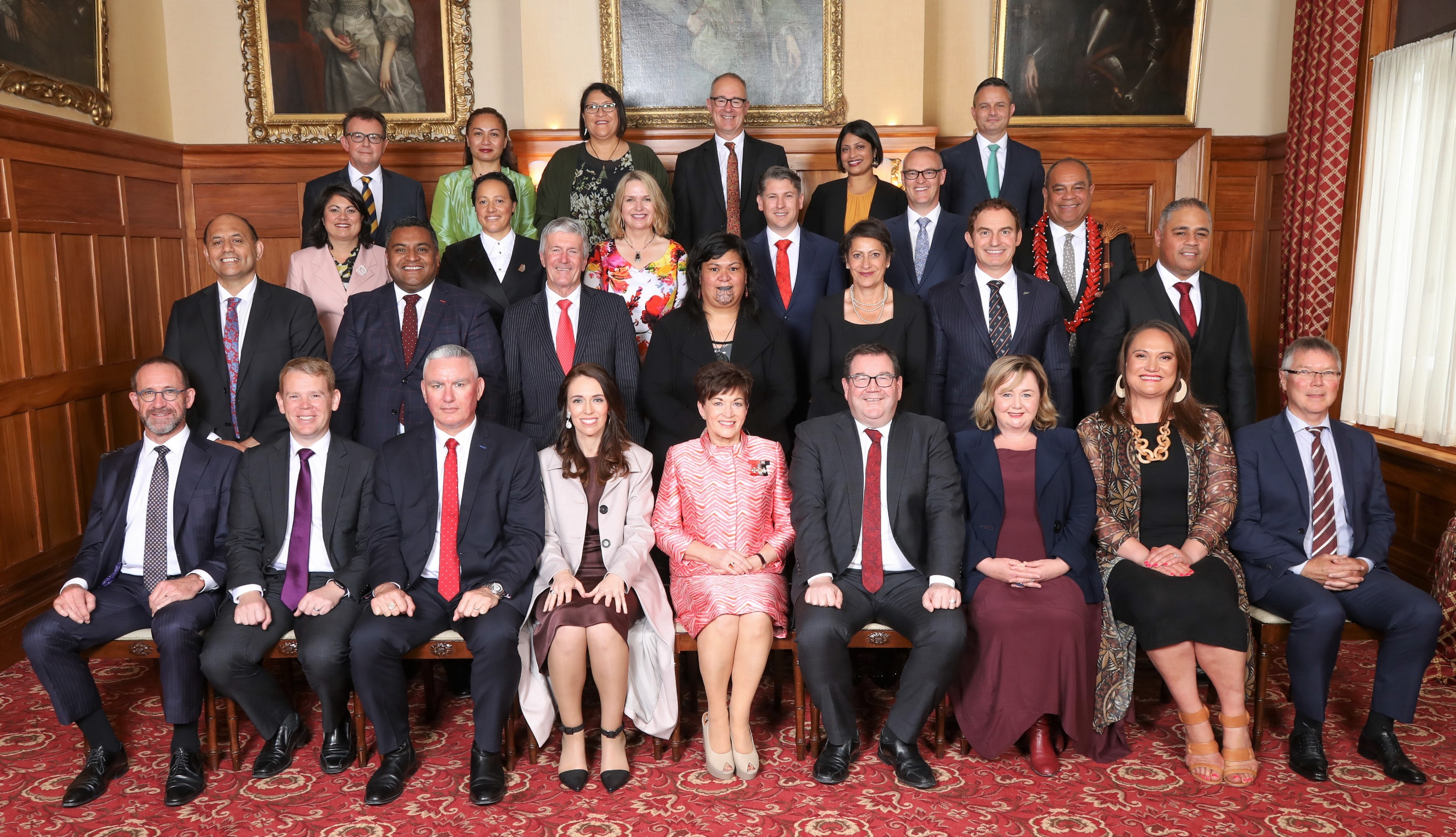
Le cabinet Ardern en novembre 2020 ; Kiri Allan est en haut à gauche.

Elle est candidate du Parti travailliste lors des élections législatives de 2017 dans la circonscription d'East Coast. Figurant en 21e position de la liste travailliste, elle est élue députée,.
En 2018, elle lance avec la députée verte Chlöe Swarbrick le podcast politique Authorised By.
Pendant cette législature (la 52e), elle est whip junior du Parti travailliste, donc du gouvernement de Jacinda Ardern. Elle est aussi membre de plusieurs comités, notamment celui consacré à la pandémie de Covid-19. Elle est également présidente du caucus rural du Parti travailliste.
Lors des élections législatives de 2020, figurant à la 25e place du Parti travailliste, elle est réélue députée,. En novembre de la même année, la Première ministre Jacinda Ardern annonce sa nomination comme ministre de la Conservation. Elle a sous sa responsabilité les portefeuilles ministériels des arts, de la culture, du patrimoine et de l'environnement.
En juillet 2023, Kiri Allan démissionne de son poste de ministre de la Justice à la suite d'accusations de conduite imprudente et de refus d'accompagner la police après un accident de voiture lié à l'alcool.

## Vie privée
Lesbienne, elle épouse Natalie Coates en 2016, trois ans après la légalisation du mariage homosexuel en Nouvelle-Zélande,. Le couple a un enfant en 2017,. 
En 2020, avec Ayesha Verrall et Grant Robertson (en), il s'agit de l'une des personnalités ouvertement LGBT du gouvernement Ardern, lequel est donc présenté comme le plus ouvert sur le sujet dans l'histoire du pays.